# San Michele all’Adige
San Michele all’Adige – miejscowość i gmina we Włoszech, w regionie Trydent-Górna Adyga, w prowincji Trydent.
Według danych na rok 2004 gminę zamieszkiwały 2394 osoby, 478,8 os./km².